# Cumberland Head (New York)
Cumberland Head est une census-designated place situé dans la ville de Plattsburgh dans le comté de Clinton à New York. La population s'élevait à 1 627 selon le recensement de 2010.
Cumberland Head est une péninsule s’élançant dans le lac Champlain, qui incluait les communautés de Rocky Point et de Champlain Park.
Un des points d'arrivée de ferries du Lake Champlain Transportation Company est à Gordon Landing sur la Grand Isle (Vermont), au sud de Cumberland Head. Le parc d’État de Cumberland Bay est situé au nord de la péninsule.
Il y a un phare historique à la pointe de Cumberland Head.

## Sources
- (en) Cet article est partiellement ou en totalité issu de l’article de Wikipédia en anglais intitulé « Cumberland Head, New York » (voir la liste des auteurs).